# Chanceler da Alemanha
O Chanceler da Alemanha, oficialmente Chanceler Federal da República Federal da Alemanha (em alemão: Bundeskanzler(in) der Bundesrepublik Deutschland), é o chefe de governo da Alemanha. Entre 1871 e 1945, o nome do cargo era Reichskanzler (Chanceler Imperial). Durante o período da Confederação da Alemanha do Norte, desde 1867 até à unificação alemã em 1871, Bundeskanzler foi também o título usado por Bismarck.

## História
O conceito do chanceler moderno, Bundeskanzler, surgiu em 1867 dentro da Confederação da Alemanha do Norte, e foi ocupado por Otto von Bismarck, um dos arquitetos da unificação alemã. A posição foi escolhida pelo Rei da Prússia na qualidade de Presidente da Confederação.
Com a criação do Império Alemão em 1871, o Chanceler Imperial (Reichskanzler) foi nomeado pelo Imperador e deveria servir como chefe de governo e presidir a Câmara Alta ou Bundesrat. O chanceler imperial não era eleito pelo Reichstag (parlamento que tinha a legislatura independente do chanceler) e não era responsável perante esta câmara, apenas perante o imperador alemão.
Em 1918 triunfou a Revolução de Novembro e o Império Alemão foi substituído pela República de Weimar, com um sistema político semipresidencialista. O chanceler era nomeado pelo presidente da República, e era responsável perante o Reichstag, uma vez que esta instituição podia retirar a confiança no chanceler ou em qualquer membro do seu governo, o que implicava a imediata renúncia ao seu cargo (artigos 46 e 54 da Lei da Constituição de 1919). Entre os seus poderes estava o de presidir o Governo e dirigir os assuntos de acordo com um regulamento aprovado pelo presidente.
Com a chegada ao poder do NSDAP em 1933, o Ministério das Relações Exteriores mudou drasticamente. Após a incêndio do Reichstag, o chanceler Adolf Hitler apoderou-se do Reichstag a aprovação do decreto homônimo, que limitava os direitos individuais reconhecidos pela Constituição de 1919; e o Ato de 1933, que permitia ao governo aprovar leis sem a necessidade de ser aprovado pelo parlamento alemão. Com a morte do presidente Hindenburg em 2 de agosto de 1934, Hitler monopolizou os cargos de chefe de Estado e chefe de governo (Führer e Reichskanzler) até sua morte em 1945, com a derrota alemã na Segunda Guerra Mundial.
Finalmente, com a derrota nazista na guerra, o território alemão foi ocupado e administrado pelas potências vitoriosas (Estados Unidos, Reino Unido, França e União Soviética). Em 1949, as potências ocidentais decidiram restabelecer a soberania alemã, criando a República Federal Alemã, em sua parte ocidental (incluindo Berlim Ocidental) em frente ao território ocupado pelos soviéticos, que nesse mesmo ano será a República Democrática Alemã.
Com a restituição da soberania, o governo alemão recupera a figura do chanceler como chefe do governo alemão. A RFA será constituída como uma república parlamentar onde o poder executivo caberá ao Governo Federal (chanceler e ministros) responsáveis perante o Bundestag.
Em 1990, ocorreu a reunificação alemã, integrando a parte oriental ao sistema político estabelecido em 1949.

## Mandato
A Lei Fundamental de Bonn de 1949 específica no artigo 63 que o Chanceler Federal deve ser eleito pelo Bundestag (sem debate) sob proposta do Presidente Federal. Este indicará o candidato mais votado no Bundestag, resultante das eleições federais anteriores.
O Chanceler Federal é eleito para um mandato de quatro anos. Não há limite de mandato, portanto, você pode concorrer à reeleição indefinidamente.
De acordo com os artigos 67 e 68, o chanceler federal pode cessar suas funções (além de em caso de morte ou incapacidade física) por uma moção de censura que deve ser apresentada pelo Bundestag, e um sucessor é eleito pela maioria de seus membros. Uma vez eleito, o presidente deve ser convidado a substituir o chanceler anterior. O outro caso seria se o chanceler não aprovar uma moção de confiança apresentada por ele, neste caso, o presidente, a pedido do chanceler, dissolverá o Bundestag.

## Poderes
O Chanceler Federal elegerá os membros de seu governo que serão indicados pelo Presidente Federal. Além disso, de acordo com o artigo 65, o Chanceler Federal estabelece as diretrizes da política e assume a responsabilidade por elas, dirige os assuntos governamentais de acordo com os regulamentos internos adotados pelo Governo Federal.
Apesar de sua condição de chefe de governo, o chanceler federal não exerce o comando das Forças Armadas, pois esse cargo corresponde ao de ministro federal da Defesa, conforme artigo 65 da Lei de 1949. 

## Lista de chanceleres
| Chanceler                                       | Chanceler                                                  | Início do Mandato       | Fim do Mandato                        | Partido                                              | Chefe de Estado |
| ----------------------------------------------- | ---------------------------------------------------------- | ----------------------- | ------------------------------------- | ---------------------------------------------------- | --- |
| Alemanha do Norte (1867-1871)                   |                                                            |                         |                                       |                                                      | |
|                                                 | Otto von Bismarck (1815-1898)                              | 1 de julho de 1867      | 21 de março de 1871                   | Independente                                         | Rei Guilherme I (1867-1871) |
| Império Alemão (1871-1918)                      |                                                            |                         |                                       |                                                      | |
|                                                 | Príncipe Otto von Bismarck (1815-1898)                     | 21 de março de 1871     | 20 de março de 1890                   | Independente                                         | Imperador Guilherme I (1871-1888) Frederico III (1888) Guilherme II (1888-1918)                                                             |
|                                                 | Conde Leo von Caprivi (1831-1899)                          | 20 de março de 1890     | 26 de outubro de 1894                 | Independente                                         | Imperador Guilherme II (1888-1918) |
|                                                 | Príncipe Clodoveo de Hohenlohe-Schillingsfürst (1819-1901) | 26 de outubro de 1894   | 17 de outubro de 1900                 | Independente                                         | Imperador Guilherme II (1888-1918) |
|                                                 | Príncipe Bernhard von Bülow (1849-1929)                    | 17 de outubro de 1900   | 14 de julho de 1909                   | Independente                                         | Imperador Guilherme II (1888-1918) |
|                                                 | Theobald von Bethmann-Hollweg (1865-1921)                  | 14 de julho de 1909     | 13 de julho de 1917                   | Independente                                         | Imperador Guilherme II (1888-1918) |
|                                                 | Georg Michaelis (1857-1936)                                | 13 de julho de 1917     | 1 de novembro de 1917                 | Independente                                         | Imperador Guilherme II (1888-1918) |
|                                                 | Conde Georg von Hertling (1843-1919)                       | 1 de novembro de 1917   | 30 de setembro de 1918                | Zentrum                                              | Imperador Guilherme II (1888-1918) |
|                                                 | Príncipe Maximiliano de Baden (1867-1929)                  | 30 de setembro de 1918  | 9 de novembro de 1918 (Deposto)       | Independente                                         | Imperador Guilherme II (1888-1918) |
| República de Weimar (1918-1933)                 |                                                            |                         |                                       |                                                      | |
|                                                 | Friedrich Ebert (1871-1925)                                | 9 de novembro de 1918   | 13 de fevereiro de 1919               | USPD                                                 | Cargo vago |
|                                                 | Philipp Scheidemann (1865-1939)                            | 13 de fevereiro de 1919 | 20 de junho de 1919                   | SPD Coalizão de Weimar (DDP, Zentrum e SPD)          | Presidente Friedrich Ebert (1919-1925) |
|                                                 | Gustav Bauer (1870-1944)                                   | 21 de junho de 1919     | 26 de março de 1920                   | SPD Coalizão de Weimar (DDP, Zentrum e SPD)          | Presidente Friedrich Ebert (1919-1925) |
|                                                 | Hermann Müller (1876-1931)                                 | 26 de março de 1920     | 8 de junho de 1920                    | SPD Coalizão de Weimar (DDP, Zentrum e SPD)          | Presidente Friedrich Ebert (1919-1925) |
|                                                 | Constantin Fehrenbach (1852-1926)                          | 25 de junho de 1920     | 4 de maio de 1921                     | Zentrum (DVP e DDP)                                  | Presidente Friedrich Ebert (1919-1925) |
|                                                 | Joseph Wirth (1879-1956)                                   | 10 de maio de 1921      | 14 de novembro de 1922                | Zentrum (DVP e DDP)                                  | Presidente Friedrich Ebert (1919-1925) |
|                                                 | Wilhelm Cuno (1876-1933)                                   | 22 de novembro de 1922  | 12 de agosto de 1923                  | Independente (Zentrum, DVP, DDP e BVP)               | Presidente Friedrich Ebert (1919-1925) |
|                                                 | Gustav Stresemann (1878-1929)                              | 13 de agosto de 1923    | 23 de novembro de 1923                | DDP (Zentrum, SPD e DDP)                             | Presidente Friedrich Ebert (1919-1925) |
|                                                 | Wilhelm Marx (1863-1946)                                   | 30 de novembro de 1923  | 15 de janeiro de 1925                 | Zentrum (DVP, BVP e DDP)                             | Presidente Friedrich Ebert (1919-1925) |
|                                                 | Hans Luther (1879-1962)                                    | 15 de janeiro de 1925   | 12 de maio de 1926                    | Independente (Zentrum, DVP, BVP, DNVP e DDP)         | Presidente interino Hans Luther (1925) |
| Presidente interino Walter Simons (1925)        | Hans Luther (1879-1962)                                    | 15 de janeiro de 1925   | 12 de maio de 1926                    | Independente (Zentrum, DVP, BVP, DNVP e DDP)         | |
|                                                 | Wilhelm Marx (1863-1946)                                   | 12 de maio de 1926      | 12 de junho de 1928                   | Zentrum (DVP, BVP e DNVP)                            | Presidente Paul von Hindenburg (1925-1932; 1932-1933)                                                                                       |
|                                                 | Hermann Müller (1876-1931)                                 | 28 de junho de 1928     | 27 de março de 1930                   | SPD (Zentrum, DVP, BVP e DDP)                        | Presidente Paul von Hindenburg (1925-1932; 1932-1933)                                                                                       |
|                                                 | Heinrich Brüning (1885-1970)                               | 30 de março de 1930     | 30 de maio de 1932                    | Zentrum (DVP, BVP, DDP, WP, KVP, CNBL)               | Presidente Paul von Hindenburg (1925-1932; 1932-1933)                                                                                       |
|                                                 | Franz von Papen (1879-1969)                                | 1 de julho de 1932      | 17 de novembro de 1932                | Zentrum (até 3 de julho de 1932) Independente (DNVP) | Presidente Paul von Hindenburg (1925-1932; 1932-1933)                                                                                       |
|                                                 | Kurt von Schleicher (1882-1934)                            | 3 de dezembro de 1932   | 30 de janeiro de 1933                 | Independente (DNVP)                                  | Presidente Paul von Hindenburg (1925-1932; 1932-1933)                                                                                       |
|                                                 | Adolf Hitler (1889-1945)                                   | 30 de janeiro de 1933   | 23 de março de 1933                   | NSDAP                                                | Presidente Paul von Hindenburg (1925-1932; 1932-1933)                                                                                       |
| Terceiro Reich (1933-1945)                      |                                                            |                         |                                       |                                                      | |
|                                                 | Adolf Hitler (1889-1945)                                   | 23 de março de 1933     | 30 de abril de 1945 (Morreu no cargo) | NSDAP                                                | Presidente Paul von Hindenburg (1933-1934)                                                                                                  |
| Führer Ele mesmo (1934-1945)                    | Adolf Hitler (1889-1945)                                   | 23 de março de 1933     | 30 de abril de 1945 (Morreu no cargo) | NSDAP                                                | |
|                                                 | Joseph Goebbels (1897-1945)                                | 30 de abril de 1945     | 1 de maio de 1945                     | NSDAP                                                | Presidente Karl Dönitz (1945) |
|                                                 | Lutz Schwerin von Krosigk (1887-1977)                      | 2 de maio de 1945       | 23 de maio de 1945                    | NSDAP                                                | Presidente Karl Dönitz (1945) |
| República Federal da Alemanha (1949-atualidade) |                                                            |                         |                                       |                                                      | |
|                                                 | Konrad Adenauer (1876-1967)                                | 15 de setembro de 1949  | 16 de outubro de 1963                 | CDU (CSU, FDP, DP)                                   | Presidente Karl Arnold (1949) Theodor Heuss (1949-1959) Heinrich Lübke (1959-1969)                                                          |
|                                                 | Ludwig Erhard (1897-1977)                                  | 16 de outubro de 1963   | 1 de dezembro de 1966                 | CDU (CSU e FDP)                                      | Heinrich Lübke (1959-1969) |
|                                                 | Kurt Georg Kiesinger (1904-1988)                           | 1.º de dezembro de 1966 | 21 de outubro de 1969                 | CDU (CSU e FDP)                                      | Heinrich Lübke (1959-1969) |
|                                                 | Willy Brandt (1913-1992)                                   | 21 de outubro de 1969   | 7 de maio de 1974                     | SPD (FDP)                                            | Gustav Heinemann (1969-1974) |
|                                                 | Walter Scheel (1919-2016)                                  | 7 de maio de 1974       | 16 de maio de 1974                    | FDP (SPD)                                            | Gustav Heinemann (1969-1974) |
|                                                 | Helmut Schmidt (1918-2015)                                 | 16 de maio de 1974      | 1 de outubro de 1982                  | SPD (FDP)                                            | Walter Scheel (1974-1979) Karl Carstens (1979-1984)                                                                                         |
|                                                 | Helmut Kohl (1930-2017)                                    | 1 de outubro de 1982    | 27 de outubro de 1998                 | CDU (CSU e FDP)                                      | Karl Carstens (1984-1994) Roman Herzog (1994-1999)                                                                                          |
|                                                 | Gerhard Schröder (n.1944)                                  | 27 de outubro de 1998   | 22 de novembro de 2005                | SPD (B90/Grüne)                                      | Roman Herzog (1994-1999) Johannes Rau (1999-2005) Horst Köhler (2004-2010)                                                                  |
|                                                 | Angela Merkel (n.1954)                                     | 22 de novembro de 2005  | 8 de dezembro de 2021                 | CDU (CSU, SPD e FDP)                                 | Horst Köhler (2004-2010) Jens Böhrnsen (2010) Christian Wulff (2010-2012) Joachim Gauck (2012-2017) Frank-Walter Steinmeier (2017-presente) |
|                                                 | Olaf Scholz (n.1958)                                       | 8 de dezembro de 2021   | 6 de maio de 2025                     | SPD (B90/Grüne e FDP)                                | Frank-Walter Steinmeier (2017-presente) |
|                                                 | Friedrich Merz (n.1955)                                    | 6 de maio de 2025       | Presente                              | CDU (CSU e SPD)                                      | Frank-Walter Steinmeier (2017-presente) |